# نقود المجرفة
كانت نقود المجرفة (بالصينية التقليدية: 布幣; بالصينية المبسطة: 布币; البينيين: bù bì) شكلًا مبكرًا من العملات المعدنية وأموال السلع المستخدمة في عهد أسرة زو في الصين (1045 إلى 256 قبل الميلاد). كانت أموال المجرفة على شكل مجرفة أو أداة إزالة الأعشاب الضارة، ولكن النصل الرفيع والأحجام الصغيرة لأموال المجرفة تشير إلى أنها لم تكن لها وظيفة نافعة.  كانت الإصدارات السابقة من عملات المجرفة تميل إلى أن يكون لها تجويف هش يشبه المجرفة المعدنية.  في الإصدارات اللاحقة من نقود المجرفة، حُوِّل هذا التجويف إلى قطعة رقيقة ومسطحة، وبمرور الوقت، أُضيفت نقوش إلى نقود المجرفة لتحديد فئاتها.  دخلت عدة إصدارات من نقود المجرفة في التداول في جميع أنحاء السهول الوسطى الصينية خلال فترة أسرة زو حتى أُلغيت من قبل أسرة تشين في عام 221 قبل الميلاد لصالح عملات كاش بان ليانغ. 
في عهد أسرة شين، أعيد تقديم نقود المجرفة التي أنشأها وانج مانج ؛ وكان هناك 12 نوعًا مختلفًا من نقود المجرفة في عهد أسرة شين، وتتراوح قيمتها من 100 إلى 1000 تشيان. 
في عام 2021، نُشر بحث عن دار سك النقود القديمة التي اُكتُشِفَت في موقع أثري في مقاطعة خنان؛ ومن خلال تأريخ الكربون المشع، قُدِّر أن نقود المجرفة التي عُثر عليها هناك قد أُنشِئَت بين عام 640 قبل الميلاد ولا تتجاوز عام 550 قبل الميلاد، مما يجعلها على الأرجح أقدم دار سك عملة معروفة في العالم.  وهذا يعني أنه من الممكن أن أقدم عملة معروفة اُختُرِعَت من قبل الصينيين وليس الليديين كما هو شائع.   على الرغم من أن العملات المعدنية التي عُثِرَ عليها في موقع قوانتشوانج ليست قديمة مثل العملات المعدنية التي اُكتُشِفَت في مدينة أفسس القديمة. 

## عملة مجرفة بمقبض مجوف
المجارف بالمقبض المجوف (بالصينية: 布幣; البينيين: bùbì) هي رابط بين أدوات إزالة الأعشاب الضارة المستخدمة في المقايضة والأشياء المنمقة المستخدمة كعملة. وعلى الرغم من هشاشتها، فإنها تحتفظ بالتجويف الذي سيُرَكَّب المقبض عليه لاستخدامه كأداة حقيقية. هذا التجويف مستطيل الشكل في مقطعه العرضي ولا يزال يحتفظ بالطين من عملية الصب. في التجويف، يُعاد إنتاج الفتحة التي تثبت الأداة بمقبضها أيضاَ.
- نموذج أولي من نقود المجرفة: هذا النوع من نقود المجرفة يشبه في الشكل والحجم الأدوات الزراعية الأصلية. في حين أن بعض الأمثلة قوية بما يكفي لاستخدامها في الحقول، إلا أن البعض الآخر أخف بكثير. يحتوي النموذج الأولي على نقش باسم المدينة التي أصدرتها. وقد عُثِرَ على بعض هذه الأشياء في مقابر شانغ وتشو الغربية، والتي يعود تاريخها إلى الفترة من 1200 إلى 800 قبل الميلاد. يبدو أن العينات المنقوشة يعود تاريخها إلى حوالي 700 قبل الميلاد. [5][نشر ذاتي؟][ المصدر منشور ذاتيًا ]
- نقود المجرفة ذات الكتف المربعة: من خصائص هذا النوع من العملات المعدنية ذات الكتف المربعة، قدم مستقيمة أو منحنية قليلاً، وثلاثة خطوط متوازية على الوجهين الأمامي والخلفي. وقد عُثِرَ عليها بكميات تصل إلى عدة مئات في المنطقة المقابلة للمجال الملكي لتشو (جنوب خبي وشمال خنان). تشير الأدلة الأثرية إلى أنها تعود إلى فترة الربيع والخريف المبكرة، أي حوالي عام 650 قبل الميلاد وما بعده.

تتكون النقوش الموجودة على هذه العملات عادةً من حرف واحد، وعادةً ما يكون إما رقمًا، أو حرفًا دوريًا، أو اسم مكان، أو اسم عشيرة. إن الكتابة الخام هي تلك التي كتبها الحرفيون الذين صنعوا العملات، وليست الخط الأكثر دقة الذي كتبه العلماء الذين كتبوا النقوش النذرية على البرونز. أسلوب الكتابة يتوافق مع أسلوب الكتابة في فترة زو الوسطى. هناك أكثر من مائتي نقش معروف، لكن الكثير منها لم تُفك رموزها بالكامل. يمكن العثور على الشخصيات على يسار أو يمين الخط المركزي وقد تكون مقلوبة أو رجعية. تتكون سبائك هذه العملات عادة من 80% نحاس، و15% رصاص، و5% قصدير. يمكن العثور عليها في مجموعات مكونة من مئات وليس آلاف، وفي بعض الأحيان تكون مرتبطة ببعضها البعض في حزم. وعلى الرغم من عدم وجود أي ذكر في الأدبيات لقوتهم الشرائية، فمن الواضح أنهم لم يكونوا من العملات الصغيرة.  
- مجارف ذات كتف مائل: عادةً ما يكون لهذه المجارف كتف مائل مع خطين خارجيين على الوجه الأمامي والخلفي بزاوية. الخط المركزي غالبا ما يكون مفقودا. هذا النوع يكون عمومًا أصغر من النموذج الأولي أو المجارف ذات الكتف المربعة. وتكون نقوشهم أكثر وضوحًا، وتتكون عادةً من حرفين. وهم مرتبطون بمملكة زو ومنطقة خنان. يشير حجمها الأصغر إلى أنها أحدث في التاريخ من مجارف الكتف المربعة. [7] [ المصدر منشور ذاتيًا ]
- مجارف ذات أكتاف مدببة: هذا النوع من المجارف له أكتاف وأقدام مدببة ومقبض طويل مجوف. هناك ثلاثة خطوط متوازية على الوجه الأمامي والخلفي مع نقوش عرضية. عُثِرَ عليها في شمال شرق خنان وشانشي، أراضي دوقية جين، والتي أصبحت فيما بعد تشاو. يُعتقد أنها تأتي في وقت لاحق إلى حد ما من المجارف ذات الكتف المربعة. يبدو أن شكلها مصمم لسهولة ربطها معًا في حزم، وليس مشتقًا من أي أداة زراعية معينة. [8] [ المصدر منشور ذاتيًا ]

## نقود مجرفة ذات مقبض مسطح
لا تحتوي نقود المجرفة ذات المقبض المسطح على المقبض المجوف الذي كان موجودًا في العملات القديمة. جميعها تقريبًا لها أرجل مميزة، مما يشير إلى أن نمطها كان متأثرًا بالمجارف ذات الكتف المدببة والمقبض المجوف مع مزيد من التصميم لسهولة التعامل. وهي أصغر حجمًا بشكل عام، وفي بعض الأحيان يكون لها طوائف محددة في نقوشها بالإضافة إلى أسماء الأماكن. وبالاشتراك مع الأدلة القليلة التي تشير إلى تواريخ إنشاء بعض مدن سك العملة، فمن الممكن أن تكون العملة المعدنية ذات المقبض المسطح قد تطورت في وقت لاحق. تشير الأدلة الأثرية إلى أنها تعود إلى فترة الممالك المتحاربة (475 إلى 221 قبل الميلاد). تحتوي مجارف القدم المقوسة على سبيكة مكونة من حوالي 80% من النحاس؛ أما بالنسبة للأنواع الأخرى فإن محتوى النحاس يتراوح بين 40% و70%. 
- المجارف ذات القدم المقوسة: هذا النوع له عكاز مقوس يشبه حرف U المقلوب. يمكن أن تكون الأكتاف مستديرة أو بزاوية. تُحدد فئات نصف، أو واحد، أو اثنين من الجن عادة. ترتبط مساحات القدم المقوسة بدولة ليانغ [الإنجليزية] (المعروفة أيضًا باسم وي)، والتي ازدهرت بين عامي 425 و344 قبل الميلاد، ودولة هان (403-230 قبل الميلاد). [9] [ المصدر منشور ذاتيًا ]
- مجارف ليانغ الخاصة: مجارف ليانغ الخاصة تشبه في شكلها مجارف القدم المقوسة. لقد كانت نقوشهم موضوعًا للكثير من النقاش. اتفق الجميع الآن على أن هذه العملات المعدنية صدرت عن دولة ليانغ، وتشير النقوش إلى وجود علاقة بين وزن الجن للعملات المعدنية واللي (وحدة أخرى للوزن أو المال). [10] [ المصدر منشور ذاتيًا]مجرفة قدم مربعة من أن يانغ

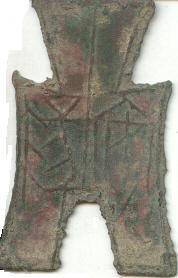
مجرفة قدم مربعة من أن يانغ

- مجارف ذات أقدام مدببة: هذا النوع له أقدام مدببة وعكاز مربع. يمكن أن تكون الكتفين متجهة إلى الأعلى أو مستقيمة. إنهم من نسل واضح للمجرفة ذات المقبض المجوف ذو الكتف المدبب. الوزن وحجم العينات الأكبر متوافقان مع وحدة جين واحدة من المجارف ذات المقبض المسطح ذات القدم المقوسة. يمكن للعينات الأصغر حجمًا في كثير من الأحيان تحديد الوحدة على أنها نصف جين أو جين واحد (أقل تواترا)، ولكنها في كثير من الأحيان لا تحدد وحدة. يبدو أن هذا يعني أن وحدة نصف جين أصبحت هي القاعدة. وهي مرتبطة بولاية تشاو وتوجد عادة في مقاطعتي شانشي وخبي. غالبًا ما يكون لديهم أرقام على الجانب الخلفي. تعني أسماء دار سك العملة المكونة من حرفين أنه يمكن التعرف على المدن التي تصب هذه العملات المعدنية بشكل أكثر يقينًا من تلك الموجودة في السلسلة السابقة. [11] [ المصدر منشور ذاتيًا ]
- المجارف ذات الأقدام المربعة: يتميز هذا النوع بأقدام مربعة، ومقبض مربع، وخط مركزي على الوجه الأمامي. أما الوجه الخلفي فعادةً ما يحتوي على ثلاثة خطوط فقط، باستثناء المجارف الصادرة عن بعض دور السك في ولاية تشاو، والتي أنتجت أيضًا مجارف ذات أقدام مدببة. وتحتوي هذه المجارف على أرقام على الوجه الخلفي. كانت دور السك التي أصدرت المجارف ذات الأقدام المربعة أكثر عددًا من تلك التي أصدرت المجارف ذات الأقدام المدببة. وتتناسب أوزانها مع فئة نصف "جين". وترتبط هذه المجارف بدول هان وتشاو وليانغ وتشو ويان. وقد عُثر عليها في مقاطعات منغوليا الداخلية، وجيلين، وخبي، وشانشي، وشنشي، وشاندونغ، وجيانغسو، وآنهوي، وخنان، وتشجيانغ. ويُعد هذا النوع معاصرًا للمجارف ذات الأقدام المدببة، وقد أصدرت بعض دور السك كلا النوعين، وغالبًا ما يُعثر عليهما معًا في الكنوز المدفونة.[12][نشر ذاتي؟][self-published source]
- مجارف ذات زوايا حادة: تشكل هذه سلسلة فرعية مميزة من مجارف القدم المربعة. وهي تختلف قليلاً عن النوع العادي لأنها تحتوي على نتوءات مثلثة صغيرة على المقبض. تتضمن نقوش الأنواع الثلاثة الأكبر حرفي جين (بالصينية: 金؛ بينيين: jīn) وني (بالصينية: 涅؛ بينيين: niè). وبينما كان ني اسم نهر في خنان، لا يمكن تفسير الحرف بسهولة على أنه جزء من اسم مكان، حيث يوجد بالتزامن مع أسماء أماكن أخرى مثل لو شي ويو. ووفقًا لكتاب فانغ يان (وهو كتاب قديم عن اللهجات)، فإن ني تعني نفس معنى هوا (بالصينية: 化؛ بينيين: huà)، أي المال أو العملة المعدنية. وبالتالي فإن حرفي جين ني يعنيان "عملة معدنية". ويبدو أن أوزان العملات المعدنية الأكبر حجمًا أعلى قليلاً من 14 جرامًا من معيار جين. تتوافق أماكن العثور عليها مع ولايتي ليانغ وهان.[12]
- مجارف دانغ جين: تشكل هذه مجموعة فرعية أخرى تشير نقوشها إلى التكافؤ بين وحدات منطقتين تجاريتين. تحتوي كل من العملات المعدنية الصغيرة والكبيرة على حرف جين (بالصينية: 伒؛ بينيين: jìn) في نقشها. وعادةً ما يُفهم هذا على أنه نفس وحدة جين الموجودة على عملات المجرفة ذات المقبض المسطح الأخرى. ومع ذلك، يشير وزن هذه العملات البالغ 28 جرامًا إلى أن وحدتها كانت ضعف 14 جرامًا من جين المجرفة ذات المقبض المسطح، لذلك ربما كانت وحدة محلية للمنطقة. غالبًا ما توجد العملة الأصغر على شكل اثنتين متصلتين معًا عند القدمين. هذه هي الطريقة التي صُبَّت بها، ولكن ليس من الواضح ما إذا كان المقصود منها التداول بهذه الطريقة. يتراوح وزنها بين 7 و8 جرامات، أي ما يقرب من ربع العملات المعدنية الأكبر حجمًا، لذا فإن النقش الذي يشير إلى أن أربعة منها تعادل جين أمر منطقي. نقوش وجهها هي موضع نقاش إلى حد ما. بالإجماع، فإن القراءة الأكثر منطقية هي: عملة [مدينة] باي تعادل عملة جين (بالصينية: 斾比當伒؛ بينيين: pèi bǐ dāng jìn).[13][نشر ذاتي؟][self-published source]
- مجارف ذات أقدام مستديرة: مقبض دائري، وأكتاف مستديرة، وأقدام مستديرة. يمثل هذا النوع النادر عملات خمس مدن في مقاطعة شانشي الحالية، بين نهر فين والنهر الأصفر. يوجد حجمان، يعادلان فئة جين واحد ونصف جين. تحتوي على أرقام مختلفة على ظهرها. تنسبها إحدى المدارس الفكرية إلى دولتي تشين وتشاو في نهاية فترة الممالك المتحاربة؛ بينما تنسبها مدرسة أخرى إلى دولة تشونغشان خلال القرن الرابع قبل الميلاد.[14][15][نشر ذاتي؟][self-published source]
- مجارف ذات ثلاث فتحات: فتحات في المقبض والأقدام. مقبض دائري، أكتاف مستديرة، وأقدام مستديرة. عُثِرَ على نوعين آخرين فقط من هذا النوع النادر الآخر. الحجم الكبير يحمل نقش ليانغ (بالصينية: 兩; البينيين: liǎng) على الوجه الآخر؛ shi'er zhu الأصغر ( (بالصينية: 十二銖; البينيين: shí'èr zhū) ) (12 تشو). وبما أن وحدة وزن ليانغ كانت مقسمة إلى 24 تشو، فمن الواضح أن الحجمين يمثلان فئات "واحد" و"نصف". كما أنها تحتوي على أرقام تسلسلية على المقبض الموجود على الجانب الخلفي. كما هو الحال مع مجارف الأقدام المستديرة، لم تُحَدَّد الدولة التي أصدرتها على وجه اليقين. أماكن العثور عليها تقع في شرق شانشي وخبي. أسماء دار السك هي أسماء المدن التي احتلتها كل من تشونج شان وتشاو. [16] [ المصدر منشور ذاتيًا ]

### مجارف بثلاثة ثقوب
إن الغموض والندرة التي تحيط بعملة "المجرفة ذات الثلاث ثقوب" (三孔布) هي من الأشياء التي جعلت العديد من هواة جمع العملات الصينيين يطلقون عليها لقب "ملكة العملات القديمة".  غالبًا ما تكون المجارف ذات الثلاث ثقوب فريدة من نوعها، مع وجود العديد من المتغيرات منها التي تكون فريدة من نوعها مع وجود بعض الأصناف المعروفة فقط باسم الأجزاء.  في حين أن كتالوجات العملات الصينية القديمة كانت موجودة منذ أكثر من تسعة قرون، فإن وجود المجرفة ذات الثلاث ثقوب لم يكن معروفًا للناس المعاصرين إلا منذ حوالي قرنين من الزمان بسبب ندرتها.  أشهر الأمثلة على عملات المجرفة ذات الثلاث ثقوب توجد في أيدي هواة جمع العملات الخاصة الذين يقيمون خارج البر الرئيسي للصين. 
لا يزال من غير الواضح نسب المجارف ذات الثلاث ثقوب.  يُعتقد أن المجرفة ذات الثلاث ثقوب كانت متداولة كنوع من العملة في ما يُعرف الآن بشرق شانشي وخبي في وقت ما خلال نهاية فترة الدول المتحاربة.  اختلف العلماء في نسبه فنسبوه إلى تشاو، وتشونغشان، وتشين.  وبناءً على الاكتشافات الأثرية والحفريات في العصر الحديث، فضلاً عن أسماء الأماكن للمدن التي تم حُدِّدَت من النقوش الموجودة على وجه المجارف ذات الثلاث ثقوب، فإن أقوى الأدلة تشير إلى الفرضية القائلة بأنها من إنتاج تشاو.  في حين أن حقيقة أنهم يستخدمون طوائف تشو وتايل تُستخدم كحجج على أنها ربما تكون من إنتاج تشين. 
عادةً ما يحتوي النقش الموجود على وجه المجرفة ذات الثلاث ثقوب على اسم المدينة التي أُنتِجَت فيها.  في حين أن النقش الموجود على ظهرها يشير إلى فئتها التي كانت إما 1 تايل (兩) أو 12 تشو (十二朱).  يبلغ طول مجارف 1 تايل عادة حوالي 7.2 سم وهي معروفة عادة باسم المجارف "الكبيرة" (ثلاثة ثقوب).  يبلغ طول مجارف الـ 12 تشو عادة حوالي 5.2 سم وهي معروفة عادة باسم المجارف "الصغيرة" (ثلاثة ثقوب). 
أول مجرفة حديثة موثقة بثلاثة ثقوب ظهرت منذ حوالي قرنين من الزمان خلال فترة أسرة تشينغ المانشو عندما حصل عليها الفنان وكاتب النقوش تشانغ تينغجي (張廷濟، 1768-1848).  الحروف المكتوبة بالختم [الإنجليزية] التي تظهر على النقش الأمامي لهذه المجرفة ذات الثلاث فتحات هي شيا زو يانغ (下邲陽, xià qu yáng ).  يُعتقد أن مدينة شياكيانغ تقع في مقاطعة نينغجين [الإنجليزية] الحالية، خبي .  يُعتقد أن النقش الخلفي لهذه المجرفة ذات الثلاث فتحات هو 17 تايل (十七兩، shí qī liǎng ).  يبلغ طول هذه العينة 7.35 سم، وعرضها 3.7 سم، ووزنها 13.4 جرامًا. 
سجل Zhang Tingji لاحقًا هذه المجرفة في كتالوج العملات الخاص به "Ancient Coin Rubbings" (古泉拓本, gǔ quán tà běn )، مما جعل مجرفة Xia Qu Yang ذات الثلاثة ثقوب أول مجرفة ذات ثلاثة ثقوب تظهر في أي شكل من أشكال النشر.  خلال الفترة المبكرة من جمهورية الصين، تم الحصول على مجرفة شيا كو يانغ ذات الثلاث ثقوب من قبل جامع العملات الصيني الشهير تشانغ شو شون (張叔馴، zhāng shū xùn ) وظهر فرك مجرفة شيا زو يانغ ذات الثلاث فتحات في كل كتالوج عملات صيني رئيسي تقريبًا نُشر منذ هذه الفترة. 
استنادًا إلى العينات التي ظهرت في كتالوجات العملات التي يعود تاريخها إلى فترة أسرة تشينغ، يُعتقد حاليًا أن هناك أكثر من 10 أسماء مدن مختلفة اُستُخدِمَت كنقوش على الوجه لمجارف ذات ثلاث ثقوب وأنه قد يكون هناك أكثر من 30 نوعًا من مجارف ذات ثلاث فتحات موجودة.  يشعر علماء العملات وعلماء العملات الصينيون المعاصرون بالحيرة بشأن سبب قيام دولة قديمة بتصنيع العديد من أنواع العملات المعدنية المختلفة بكميات صغيرة. 
- في عام 2010، بيعت عملة مجرفة ذات ثلاث ثقوب تحمل نقشًا على الوجه الأمامي وو يانغ (武陽، wǔ yáng ) في مزاد China Guardian مقابل حوالي 567000 دولار أمريكي (أو 3528000 يوان ). [18]
- بيعت عملة مجرفة ذات ثلاث ثقوب في مزاد في 25 نوفمبر 2012 استضافته شركة بكين تشنغشوان للمزادات المحدودة (北京诚轩拍卖有限公司) مقابل 591000 دولار أمريكي (أو 3680000 يوان )، وهو ما سجل في ذلك الوقت رقمًا قياسيًا عالميًا جديدًا لبيع عملة صينية قديمة بالمزاد. [18]
- بيعت عملة مجرفة ذات ثلاث ثقوب معروضة هنا في 23 أبريل 2013 في مزاد عبر الإنترنت استضافته شركة Huaxia Coin Grading (华夏古泉网) بمبلغ تقريبي قدره 402,675 دولارًا أمريكيًا (أو 2,475,000 يوان ). [17] يقرأ النقش الموجود على الوجه الأمامي لهذه المجرفة ذات الثلاث ثقوب يانغ جيان (陽湔, yáng jiān )، المدينة التي صُبَّت فيها، بينما يقرأ النقش الموجود على الوجه الخلفي أن قيمتها كانت 1 تايل (兩). [17] يبلغ طول المجرفة المعروضة في المزاد 73.99 مليمترًا، وسمكها ما بين 2.00 – 2.13 مليمترًا، ووزنها 16.33 جرامًا. [17] ومن الجدير بالذكر أن هذه هي المجرفة الكبيرة الوحيدة المعروفة من نوع يانغ جيان. [17]
- المجرفة الصغيرة الوحيدة المعروفة (أو "12 تشو") ذات الثلاث حفر من نوع يانغ جيان مملوكة لمتحف تاريخ تيانجين (天津历史博物馆). [17]
- توجد عدة عينات من المجارف ذات الثلاث حفر في مجموعات المتحف الوطني الصيني، ومتحف شنغهاي، ومتحف العملات التابع لبنك اليابان . [18]

## عملة المجرفة الفضية
في عام 1974، اكتشف أحد المزارعين في مقاطعة فوجو [الإنجليزية]، خنان، حاملًا ثلاثي القوائم برونزيًا بثلاثة أرجل (鼎, dǐng ).   خُزِّنَت ثمانية عشر عينة من النقود المعدنية داخل هذا الحامل البرونزي.   كانت إحدى هذه العملات الفضية عبارة عن مجرفة بمقبض مجوف (空首幣)، بينما كانت جميع النقود السبعة عشر المتبقية عبارة عن مجرفة بمقبض مسطح (平首幣).   من الجدير بالذكر أن جميع هذه المجارف المكتشفة مصنوعة من الفضة وهي معروضة الآن في متحف خنان [الإنجليزية].  
وهذا يجعلها أيضًا أول حالة مسجلة على الإطلاق لعملة فضية في الصين، وفقًا لمقال في "علم العملات الصيني المجلد 3 لعام 1983" (بالصينية المبسطة: 中国钱币 1983年第3期; بالصينية التقليدية: 中國錢幣 1983年第3期; البينيين: zhōng guó qián bì yì qiān jiǔ bǎi bā shí sān nián dì sān qī). 

## سك قوانتشوانج
اُكتُشِفَت عملتان معدنيتان على شكل مجرفة وعشرات القوالب في دار سك العملة في قوانتشوانج، وقد نُسبت هذه إلى أنها أُنتجت بين عام 640 قبل الميلاد ولا يتجاوز عام 550 قبل الميلاد، وهو ما يجعلها أقدم دار سك عملة معروفة في العالم وفقًا لما ذكره هاو تشاو، عالم الآثار في جامعة تشنغتشو، في مقال نُشر في مجلة Antiquity.  
وزعم هاو تشاو أنه لم يمر سوى 150 عامًا حتى بدأ العمال في مصنع قوانتشوانج في سك العملات المعدنية خارج البوابة الجنوبية للمدينة الداخلية.   صرح تشاو أنه في حين أن أبحاثًا أخرى قد أرجعت تاريخ العملات المعدنية من مملكة ليديا (دولة تاريخية في تركيا الحالية) إلى أنها أُنشِئَت في وقت مبكر من عام 630 قبل الميلاد، إلا أنه لاحظ أن أقدم دار سك معروفة لإنتاج العملات الليدية يعود تاريخها إلى وقت ما بين 575 قبل الميلاد و 550 قبل الميلاد، وهو ما (إذا كان صحيحًا) يجعل دار سك العملة قوانتشوانج أقدم دار سك عملة معروفة في العالم.   وفي الوقت نفسه، فإن التاريخ المقترح لـ 650-500 قبل الميلاد (بناءً على التصنيف الخزفي) لبقايا سك النقود من المسابك في موقعي شينتيان وشين تشنغ لا يزال تخمينيًا ولم يؤكد أبدًا عن طريق تأريخ الكربون المشع، ولكن تأريخ الكربون المشع لدار سك النقود في قوانتشوانج كان أكثر حسمًا مما عزز الفرضية القائلة بأن الصينيين اخترعوا النقود وليس الليديين. 
تتميز تقنيات سك العملة المستخدمة في دار سك العملة قوانتشوانج بعدد من الأشياء التي تشير إلى أن إنتاج أموال البستوني لم يكن تجربة متقطعة على نطاق صغير، بل كانت عملية مخططة ومنظمة بشكل جيد مثل الإنتاج على دفعات والتوحيد القياسي ومراقبة الجودة. 
وأشار بيل مورير، أستاذ الأنثروبولوجيا في جامعة كاليفورنيا إيرفين ومدير معهد المال والتكنولوجيا والشمول المالي، إلى أن اكتمال الاكتشاف يعطي وزناً للادعاءات الواردة في كتاب العصور القديمة.  صرح ماور أن العملات المعدنية عادةً ما يُعثر عليها "مجمعة معًا وتفتقر تمامًا إلى أي سياق أصلي لإنتاجها أو استخدامها"، بينما في هذه الحالة عُثِرَ على دار السك بالكامل بالإضافة إلى العملات المستخدمة.  وأشار ماور أيضًا إلى إكتشاف مسبك كامل، مليء ببقايا الكربون المرتبطة بإنتاج العنصر نفسه، مما أعطى المزيد من الثقل لدقة تأريخ الكربون المشع، مما يثبت صحة الادعاءات التي قدمها تشاو والباحثون الآخرون. 
وأضاف ماورر لمجلة ناشيونال جيوغرافيك أن المستوى الواضح لتوحيد معايير سك العملات المعدنية في الموقع "يعزز الفرضية التي تبناها علماء الأنثروبولوجيا وعلماء الآثار منذ فترة طويلة: وهي أن النقود تظهر في المقام الأول كتكنولوجيا سياسية، وليست تكنولوجيا اقتصادية". كما عُثِرَ عليها في موقع ذي أهمية سياسية عالية.  

### انتقاد فرضية كون قوانتشوانج الموقع لأقدم دار سك نقود معروفة في العالم
يقول جورج سيلجين [الإنجليزية]، مدير مركز البدائل النقدية والمالية في معهد كاتو، إنه على الرغم من أن هذا الاكتشاف مثير للإعجاب، إلا أنه "لا يغير فهمنا الأساسي لتاريخ إنتاج العملات الأولى. ولا يعني بالضرورة أن الصين هي من صنعته أولاً". ويضيف أن هذا الاكتشاف لا يثبت بالضرورة أن الصينيين اخترعوا النقود قبل الليديين. 

## كنوز نقود المجرفة
- في عام 2012، اكتشف أحد القرويين الصينيين في مقاطعة خبي أثناء حفر بئر في فناء منزله مخبأً كبيرًا من النقود المصنوعة من السكاكين والمجارف والتي يعود تاريخها إلى فترة الدول المتحاربة . [22] وتضمن الكنز 98 عينة من أموال السكاكين و161 عينة من أموال البستوني. [22] كان هذا أول كنز كبير من العملات الصينية القديمة من هذا العصر اُكتُشِفَ في مقاطعة لاي يوان [الإنجليزية]، خبي. [22] وقد نُسبت كل من أموال المجرفة والسكين من هذا الكنز إلى يان . [22] يشتمل الكنز على البستوني "القدم المربع" (方足布) [22] والبستوني "القدم المدببة" (尖足布). [22]
- أعلنت إدارة الآثار الثقافية في مقاطعة خنان يوم الاثنين 13 نوفمبر 2017 أن أعمال الحفر بالقرب من تشوكو في مقاطعة خنان أسفرت عن اكتشاف عدد كبير من المقابر والعملات النقدية التي يعود تاريخها إلى فترة أسرة هان . اُكتُشِفَ أكثر من 120 مقبرة مختلفة، منها 105 تعود إلى فترة أسرة هان و15 تعود إلى فترة أسرة سونغ وأسرة تشينغ. كانت معظم العملات النقدية التي اُكتُشِفَت في الموقع عبارة عن عملات نقدية من عهد وو تشو [الإنجليزية] (五銖)، في حين عُثِر أيضًا على عدد من نقود المجرفة من عهد أسرة شين والتي صدرت في عهد وانغ مانغ، وعملات نقدية من عهد أسرة سونغ في عدد من المقابر.[بحاجة لمصدر][ بحاجة لمصدر ]
- في 15 يوليو 2018، أفادت وكالة أنباء شينهوا عن اكتشاف 504 عملة معدنية من فترة الربيع والخريف في موقع بناء في سانمنشيا ، خنان. [23] حُفِظَت المجارف داخل وعاء فخاري من الطين. [23] من إجمالي 504 مجارف اُكتُشِفَت، بقي 434 منها سليمة. [23] وأشار لي شو تشيان، رئيس المتحف المحلي، إلى أنه من النادر جدًا أن تظل مثل هذه الكمية الكبيرة من العملات الصينية القديمة محفوظة في مثل هذه الحالة الجيدة. [23]

## أنظر أيضاً
- العملات الصينية القديمة
- تاريخ العملة الصينية
- أموال الفأس
- أموال الرصاص [الإنجليزية]
- نقود السكين [الإنجليزية]